# Henriette Wilke
Pauline Henriette Wilke (* 1812 oder 1813 in Berlin; † zwischen 1851 und 1855), genannt das Goldfüchslein oder die Goldprinzessin, war eine deutsche Hochstaplerin.

## Leben
Wilke stammte aus einer Charlottenburger Familie. Ihr Vater war Hausdiener. Als Kind verlor sie beide Eltern, wurde aber von einer angesehenen Familie aufgenommen und erhielt dort eine gute Erziehung. Später arbeitete sie als Kindermädchen bei einem Bankier.
Zu einer Freundin, die auch eine Mutterrolle einnahm, wurde eine etwa 70 Jahre alte, unverheiratete Dame, die auch Henriettes Eltern gekannt hatte. Eine Zeit lang wohnte Henriette bei ihr. Die ältere Dame war wohlhabend. Sie besaß ein Haus sowie ein Vermögen, das aus einer Erbschaft stammte.
Dessen bemächtigte sich Wilke, indem sie der Dame, deren geistige Fähigkeiten nachließen, vorgaukelte, mit Luise von Preußen und später gar mit dem König, Friedrich Wilhelm III., in Kontakt zu stehen. Beginnend im Sommer 1834 überbrachte sie dem Opfer Briefe, die angeblich von den Adligen stammten. Angeblich befanden sie sich in kurzfristigen finanziellen Nöten und baten um Geld, das sie versprachen, bald zurückzuzahlen. Das leichtgläubige Opfer schöpfte keinen Verdacht, „verlieh“ auf diese Weise ihr gesamtes Vermögen und nahm sogar Hypotheken auf.
Mit dem ergaunerten Geld leistete sich die Betrügerin einen verschwenderischen Lebensstil. Als reiche junge Dame einfacher Herkunft wurde sie auch in der Öffentlichkeit bekannt. Man gab ihr den Spitznamen Goldprinzessin. Angeblich stammte ihr Reichtum von einem brasilianischen Grafen, ihrem Bräutigam – von diesem und später weiteren adligen Liebhabern erzählte Wilke auch ihrem Opfer.
Als die ältere Dame schließlich bankrott war, begann Wilke, weitere Personen zu betrügen. Darunter war ein Berliner Möbelhändler, der einen größeren Geldbetrag benötigte. Wilke machte ihm weis, ihre Freundin könne ihm dieses Geld leihen. Dazu müsste sie selbst jedoch erst einmal Geld erhalten, um Pfandbriefe einzulösen. Da die ältere Dame einen tadellosen Leumund hatte, schöpfte der Händler zunächst keinen Verdacht und ging darauf ein. Erst als er nach mehreren Monaten das versprochene Geld immer noch nicht erhalten hatte und zudem erfuhr, dass einem weiteren Kaufmann ähnliches passierte, merkte er, dass er auf einen Vorschussbetrug hereingefallen war. Im April 1836 erstattete er bei der Polizei eine Anzeige, die zu Wilkes Verhaftung führte. Im Mai desselben Jahres wurde Wilke, weil sie eine Geldstrafe nicht bezahlen konnte, zu zwölf Jahren Zuchthaus verurteilt.
Nach ihrer Freilassung beging sie weitere Betrügereien und wurde deswegen 1851 zu weiteren vier Jahren Zuchthaus verurteilt. Sie starb im Gefängnis.